# 基斯皮坎奇省

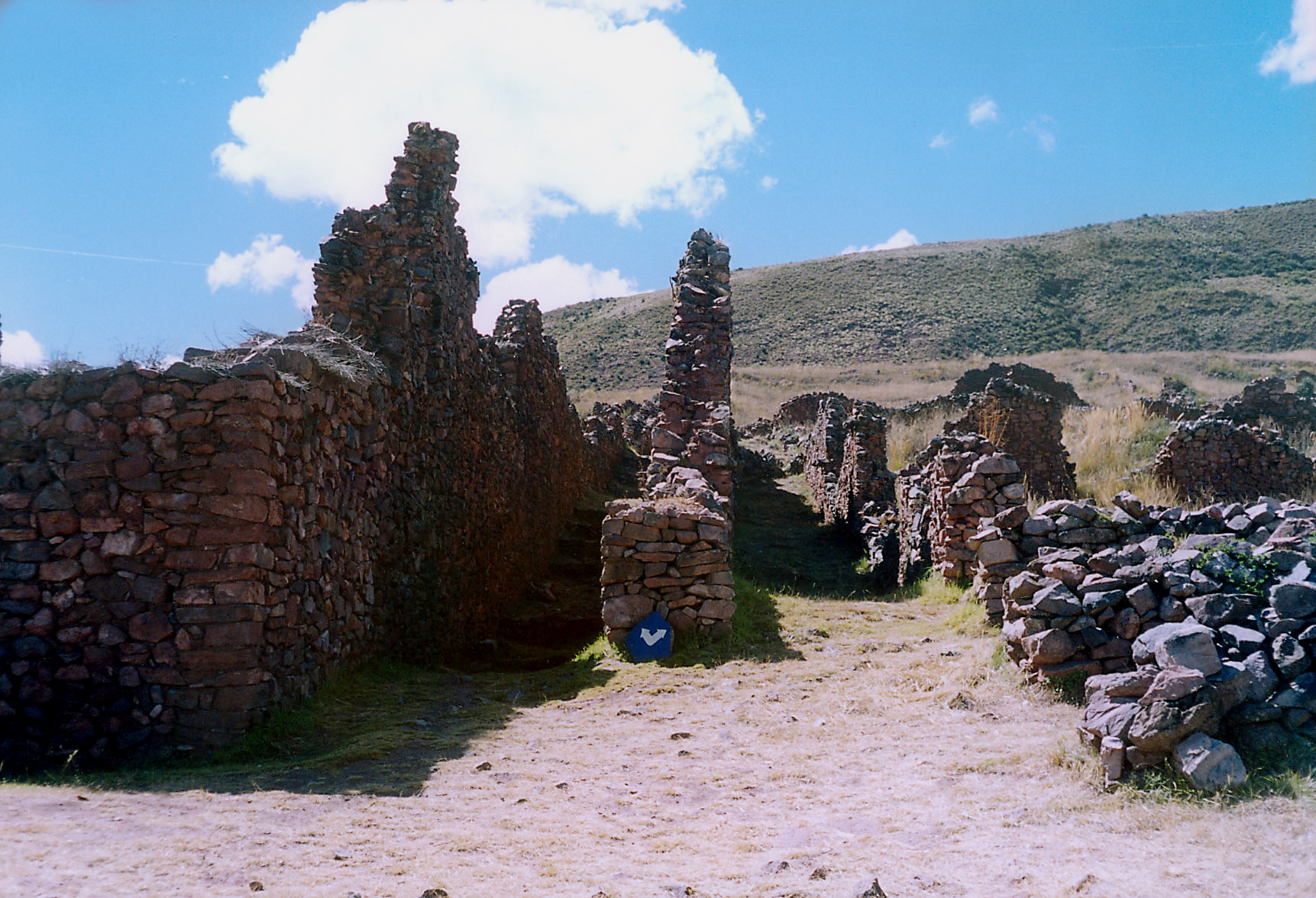

13°42′00″S 71°38′24″W / 13.70000°S 71.64000°W
基斯皮坎奇省（西班牙語：Provincia de Quispicanchi），是秘魯的省份，位於該國南部庫斯科大區，首府是烏爾科斯，面積7,564平方公里，2005年人口82,802，人口密度為每平方公里11人。